# Aivars Lazdenieks
Aivars Janovits Lazdenieks, né le 26 février 1954 à Skrunda et mort le 20 août 2023, est un rameur letton, concourant pour l'Union soviétique.
Il remporte la médaille d'argent du quatre de couple lors des Jeux olympiques de 1976.